# Janusz Łopacki
Janusz Łopacki (ur. w 1911) – polski lekkoatleta, specjalizujący się w biegach sprinterskich.

## Osiągnięcia
- Mistrzostwa Polski seniorów w lekkoatletyce (3 medale)[2]
  - Warszawa 1932
    - złoty medal w sztafecie 4 × 100 m
    - brązowy medal w biegu na 200 m

  - Bydgoszcz 1933
    - złoty medal w sztafecie 4 × 100 m

- Halowe mistrzostwa Polski seniorów w lekkoatletyce (1 medal)[3]
  - Przemyśl 1934
    - brązowy medal w biegu na 50 m

- Reprezentant Polski w meczach międzynarodowych[4]
  - Polska – Belgia, Warszawa 1933 (bieg na 100 m  i sztafeta 400–300–200–100 m)
  - Polska – Czechosłowacja, Warszawa 1933 (bieg na 100 m i sztafeta 4 × 100 m )